# Livingston, Texas
Livingston là một thị trấn thuộc quận Polk, tiểu bang Texas, Hoa Kỳ. Năm 2010, dân số của thị trấn này là 5335 người.

## Dân số
- Dân số năm 2000: 5433 người.
- Dân số năm 2010: 5335 người.